# 蘇克納山
15°35′42″S 72°12′37″W / 15.59500°S 72.21028°W
蘇克納山（Sukna），是秘魯的山峰，位於該國南部阿雷基帕大區，由阿約區和喬科區負責管轄，屬於安地斯山脈的一部分，海拔高度5,120米。